# Nowe Ślepce
Nowe Ślepce [pronunciación en polaco: /ˈnɔvɛ ˈɕlɛpt͡sɛ/] (en alemán: Neu Schleps) es un pueblo ubicado en el distrito administrativo de Gmina Sławoborze, dentro del condado de Świdwin, Voivodato de Pomerania Occidental, en el noroeste de Polonia. Se encuentra a unos 5 kilómetros al noroeste de Sławoborze, a 18 kilómetros al norte de Świdwin, y a 92 kilómetros al noreste de la capital regional Szczecin.
El pueblo tiene una población de 60 habitantes.